# Battaglia di Ravenna (1512)
La battaglia di Ravenna fu una delle battaglie combattute durante il periodo che dalla Lega di Cambrai aveva portato alla Lega Santa e si svolse domenica 11 aprile 1512 (giorno di Pasqua) nei pressi della città romagnola. I francesi comandati da Gaston de Foix, famoso in seguito come "Folgore d'Italia", e le truppe della Lega Santa, guidate dal viceré di Napoli Raimondo de Cardona e dal generale pontificio Fabrizio I Colonna, si scontrarono in un luogo posto lungo la riva  del fiume Ronco (quasi alla confluenza col Montone), pochi chilometri a sud della città.
Insieme a quella di Marignano fu la più grande battaglia delle guerre d'Italia: vi parteciparono tutti i più noti condottieri dell'epoca tra cui Antonio di Leyva, Fernando d'Avalos Marchese di Pescara, Ettore Fieramosca, Romanello da Forlì, Giovanni Capoccio, Raffaele de' Pazzi, Francisco de Carvajal, Fanfulla da Lodi nell'esercito della Lega Santa. 
Teodoro Trivulzio, il cavalier Baiardo, Odet de Foix, Federico Gonzaga, Cesare Martinengo, Guy de La Motte, Gianfrancesco Acquaviva, Jacques de La Palice, Yves d'Alegre, Alfonso I d'Este, Gaston de Foix da parte francese.
Nel 1557, a commemorare l'evento, venne eretta, (sulla riva destra del fiume Ronco) per volere del Presidente di Romagna Pierdonato Cesi, futuro cardinale, la cosiddetta "Colonna dei Francesi".

## Antefatti

### La Lega di Cambrai
Nell'anno 1508 l'Imperatore Massimiliano I d'Asburgo discese in Italia deciso a recarsi a Roma per l'incoronazione imperiale. A tal proposito chiese al Senato Veneziano il permesso di attraversare i territori della Serenissima, permesso che gli fu accordato con il divieto di portare con sé il proprio esercito o parte di questo. Tuttavia Massimiliano contava di occupare il Friuli, sottraendolo all'influenza veneta, così ordinò in gennaio l'invasione del Cadore che venne facilmente occupato; da lì raggiunse Trento dove si fece incoronare Imperatore il 4 febbraio; seguirono la capitolazione di Verona e la resa di Vicenza.
Nel marzo dello stesso anno Venezia reagì inviando nel Cadore Bartolomeo d'Alviano che sconfisse gli Imperiali nella battaglia di Rusecco, per poi occupare Pordenone, Gorizia, Trieste e Fiume. L'offensiva imperiale era fallita, Venezia si assicurava l'egemonia indiscussa nei territori orientali dell'Italia settentrionale.
La clamorosa vittoria delle truppe veneziane sull'esercito imperiale diede impulso ai progetti del Papa Giulio II che già dal 1504 ventilava l'idea di porre un freno all'espansione veneziana successiva alla spartizione dei territori già del Ducato di Romagna dopo la caduta di Cesare Borgia. A tal proposito il 10 dicembre del 1508 veniva stipulato a Cambrai, nel nord della Francia, un patto tra il Regno di Francia, il Sacro Romano Impero, lo Stato Pontificio, la Spagna, il Regno d'Ungheria, il Regno d'Inghilterra e diversi stati italiani, una grande alleanza in chiave anti-turca. Tuttavia il vero obbiettivo erano i territori della Serenissima, così fu apposta la clausola che prima di intraprendere una qualsiasi azione contro i Turchi sarebbe stato necessario ridimensionare i confini della Repubblica di Venezia. Il piano di spartizione dei partecipanti alla Lega prevedeva che alla Francia spettasse la Lombardia orientale; all'Impero il Veneto, il Trentino e il Friuli; alla Spagna i porti di Puglia; al regno d'Ungheria la Dalmazia; al Ducato di Savoia Cipro; a Firenze Pisa; a Mantova Peschiera, Asola e Lonato; a Ferrara il Polesine; a Roma la città di Ravenna. L'inizio delle ostilità fu fissato per il 1º di aprile dell'anno successivo. Il 14 maggio del 1509 l'esercito francese, guidato da Luigi XII, annientò l'esercito veneziano nella battaglia di Agnadello, sconfitta che determinò di lì a poco l'occupazione da parte degli alleati dei territori previsti dal patto.
Luigi XII occupò Bergamo, Brescia e Cremona, attenendosi a quanto stipulato; era di fatto il padrone di tutta la Val Padana. Inoltre la disfatta dell'esercito dell'Imperatore Massimiliano I a Padova comportò la fine dell'ingerenza asburgica nelle terre italiane. Le armate imperiali non sarebbero più discese in Italia sotto i vessilli del Sacro Romano Impero fino al 1516, lasciando così priva d'interferenze e contrappesi la dominazione francese nell'Italia settentrionale.

### La svolta antifrancese
Giulio II non poteva sopportare che il Re di Francia disponesse a proprio piacimento di buona parte della penisola e così nel febbraio del 1510 il papa sciolse la Lega di Cambrai, revocò la scomunica alla Serenissima e l'anno dopo, il 5 ottobre del 1511, a Roma, Spagna, Venezia e il Papa si alleavano in funzione antifrancese nella Lega Santa. Venezia riconquistò rapidamente buona parte dei territori dello Stato da Tera tra cui Brescia. Luigi XII intanto raccolse un'armata di ventimila uomini, pronta ad essere inviata in Italia e destinata a ricevere ulteriori apporti di truppe durante il tragitto. Al comando di tale esercito pose il nipote ventitreenne Gaston de Foix, duca di Nemours.

### La "Folgore d'Italia"

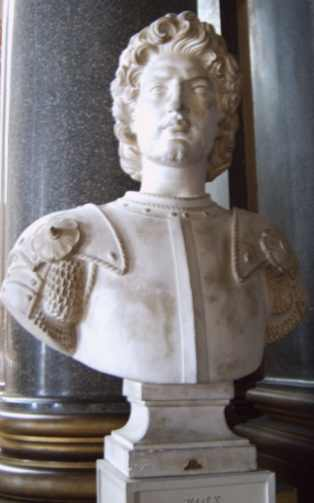
Busto di Gaston de Foix

L'armata francese penetrò in val padana agli inizi del 1512. Gaston de Foix entrò in Bologna il 4 febbraio; successivamente intercettò e travolse l'esercito veneziano presso Valeggio; il 18 febbraio entrò in Brescia dove lasciò che le sue truppe massacrassero l'intera guarnigione, i civili, e saccheggiassero la città. Bergamo si arrese senza combattere, i cittadini pagarono sessantamila ducati all'armata francese perché risparmiasse la città. In meno di due mesi la Lombardia orientale tornava nella sfera francese. Gaston de Foix mosse allora verso Finale dove ordinò alle sue truppe di convergere. Il maltempo e la conseguente inagibilità delle strade lo costrinse a liberarsi di tutti i pezzi d'artiglieria. Da lì puntò su Ravenna esortato dallo stesso Luigi XII, che temeva la pressione dell'Inghilterra e dell'Impero lungo i confini del Regno. Il sovrano gli chiedeva di procurar battaglia quanto più rapidamente possibile. Il generale aveva al suo comando quattromila fanti italiani, quattromila lanzichenecchi tedeschi, ottomila tra guasconi e picchieri piccardi delle "Bande" e quasi milleseicento lance. A questi si sarebbero presto aggiunti i rinforzi portati da Alfonso I d'Este, tra cui 50 pezzi d'artiglieria. Il piano d'avanzata prevedeva una battaglia che annientasse l'armata della Lega Santa, la discesa a Roma e la detronizzazione di Giulio II.
Se i francesi cercavano ardentemente la battaglia che aprisse loro la via di Roma, l'esercito della Lega Santa faceva tutto il possibile per sottrarsi allo scontro. Raimondo de Cardona sapeva chiaramente che le sue forze erano numericamente inferiori: diecimila fanti spagnoli, quattromila fanti italiani, millecinquecento cavalleggeri e millesettecento lance; poteva comunque contare su un maggior vettovagliamento e soprattutto sul supporto che borghi e città gli avrebbero offerto. L'armata ispano-pontificia si ritirò quindi verso Ravenna, passando per Bubano, Bagnara, Castel Bolognese; tallonata passo passo dall'esercito francese che dimostrò una ineguagliata velocità di spostamento, conquistando Solarolo, Cotignola e Granarolo. Giunto nei pressi di Ravenna, il Foix ordinò l'assedio di Russi: il paese fu saccheggiato e la sua popolazione trucidata. L'esercito francese era riuscito a posizionarsi tra l'esercito della Santa Lega e le mura di Ravenna, bloccando così la strada all'esercito ispano-pontificio verso la città. Tuttavia Marcantonio Colonna al comando di seicento fanti spagnoli, cento lance e un centinaio di cavalleggeri riuscì a passare il blocco e ad entrare in Ravenna. Le sue truppe avrebbero fatto da rinforzo alla milizia cittadina in caso d'assedio.
Il 7 aprile 1512 i francesi si accamparono a Gattinelle, poco fuori dalla città di Ravenna.

## La Battaglia

### I due eserciti
L'accampamento degli ispano-pontifici era protetto da un lato dal Ronco. Perpendicolare al fiume era stato scavato un fossato e con la terra rimossa era stato ricavato un terrapieno disposto come protezione lungo i tre lati scoperti. Lungo il ciglio del fossato Pietro Navarro aveva disposto delle carrette sormontate da spiedi e falcioni al fine di neutralizzare la carica della cavalleria francese. Era convinzione dei comandi italiani che disporre di un campo ben fortificato equivalesse già ad un principio di vittoria. L'esercito della Lega Santa la mattina dell'11 aprile 1512 contava milleseicento lance, millecinquecento cavalleggeri, diecimila fanti spagnoli, quattromila fanti italiani e ventiquattro pezzi d'artiglieria. Ottocento uomini d'arme furono posti in prima fila al comando di Fabrizio Colonna, alla loro destra seimila fanti spagnoli; dietro Raimondo de Cardona con altri seicento uomini d'arme e un secondo squadrone di quattromila spagnoli; una terza fila di quattrocento uomini d'arme al fianco dei quali quattromila fanti italiani e in posizioni leggermente arretrata i cavalleggeri. Per un totale di circa diciassettemila unità a cui si sarebbero aggiunte le quasi duemila unità che presidiavano Ravenna comandate da Marcantonio Colonna.
L'esercito francese si formava di quasi milleseicento lance, tremila arcieri a cavallo e cavalleggeri, ottomila tra le fanterie guasconi e piccarde, cinquemila lanzichenecchi, cinquemila fanti italiani e cinquanta pezzi d'artiglieria. Gaston de Foix schierò le truppe in un semicerchio. Le artiglierie furono disposte all'avanguardia e poste sotto il comando diretto del Duca d'Este, protette da settecento cavalieri affiancati dai lanzichenecchi, alla loro sinistra prese posizione il resto della fanteria e più in avanti i battaglioni di cavalleria pesante dei gendarmi. La retroguardia era composta di altri seicento cavalieri agli ordini del comandante Yves d'Alegre. L'armata contava all'incirca venticinquemila uomini.
Si fronteggiavano da una parte le migliori cavallerie d'Europa, dall'altra le fanterie più temute. I fanti spagnoli avevano acquistato nel corso delle guerre nel napoletano fama di invincibilità, i loro battaglioni misti erano formati da picchieri, archibugieri e fanti leggermente corazzati armati di daghe, alabarde e pugnale; erano queste le formazioni che poi prenderanno poi il nome di tercio. Il loro modo di combattere fu ispirato dagli svizzeri che al seguito di Carlo VIII erano scesi in Italia diciotto anni prima. La creazione di una tale fanteria divenne indispensabile dopo la sconfitta che gli spagnoli patirono a Seminara: abituati alla guerra contro i mori i contingenti spagnoli erano scarsamente corazzati, armati alla leggera e poco adatti agli scontri campali. La cavalleria francese non ebbe alcun problema a travolgerli. Consalvo de Cordoba, che combatté a Seminara, si rese immediatamente conto che contro uno Stato europeo come la Francia, pesantemente armato e estremamente aggressivo, le truppe che avevano conquistato l'Andalusia non sarebbero servite a nulla. Studiando il modo di guerreggiare dei picchieri svizzeri, il Gran Capitano riorganizzò le sue truppe, senza però eclissare i tratti tipici delle fanterie spagnole, cioè l'agilità e la mobilità dei reparti. Ciò che ne scaturì furono delle formazioni d'incredibile efficacia. I tercio sconfissero i francesi a Cerignola, Garigliano e nella terza battaglia di Seminara. In poco tempo la fanteria divenne l'ossatura dell'esercito spagnolo. Questi reparti combinati con la cavalleria leggera dei ginetti supplirono alla scarsa efficienza della cavalleria pesante iberica che non era assolutamente paragonabile né a quella italiana né tanto meno ai gendarmi francesi.

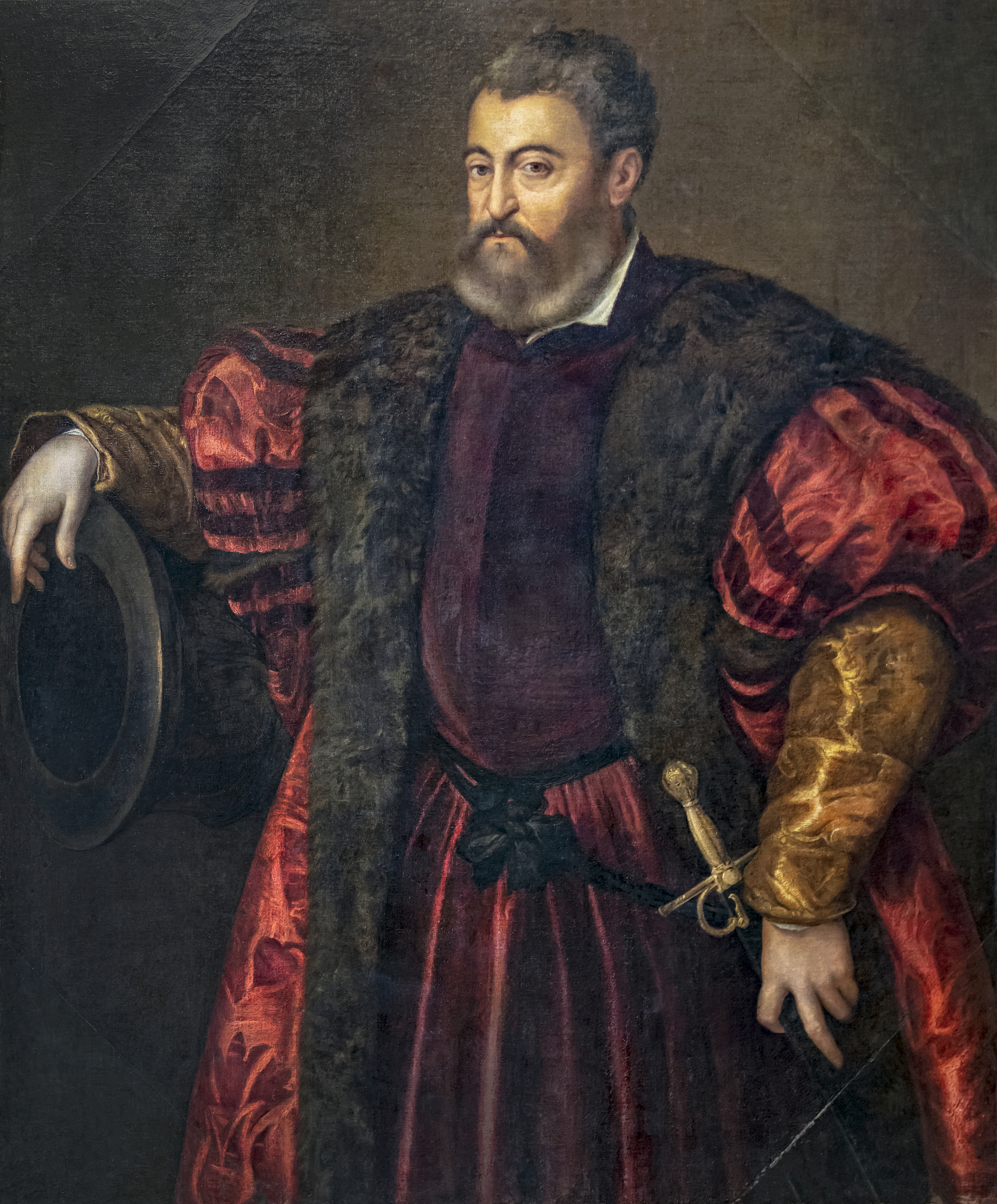
Alfonso I d'Este. Tiziano, 1523

Le fanterie francesi non erano troppo reputate. Il Regno di Francia faceva infatti affidamento su truppe mercenarie, soprattutto le fanterie svizzere, che dopo le vittorie di Grandson, Morat e Nancy erano considerate le migliori d'Europa, l'unica sconfitta di rilievo che patirono fu contro l'armata di Luigi XI a St. Jakob an der Birs dove però l'armata francese subì il doppio delle perdite di quella svizzera. Altri mercenari sovente impiegati erano i lanzichenecchi, originari dei territori meridionali dell'Impero. Le fanterie propriamente francesi erano decisamente più scarse e meno avvezze alla guerra. Le "Bande" cioè i fanti della Francia del nord che avevano combattuto nelle regioni delle Ardenne non brillavano per disciplina trattandosi in gran parte di battaglioni raccogliticci di avventurieri, briganti e fuggiaschi, più adatti a razzie e imboscate che non alle battaglie. I guasconi godevano di maggior prestigio, Biagio de Monluc, anche lui guascone, anni dopo ne dirà così: «Si dice che io sia un francese impaziente, e per di più guascone, che è ancora più impaziente del primo, ma anche più ardito degli altri» sostenendo poi che nove fanti guasconi valgono quanto venti francesi; tuttavia anche queste formazioni non erano paragonabili alle fanterie spagnole, tedesche o svizzere. Settore in cui la Francia non temeva confronti era invece la cavalleria. I gendarmi francesi, cavalieri pesantemente corazzati, armati di lancia, spada e svariate armi da mischia, montati su grossi corsieri bardati, formavano le "Compagnie d'Ordinanza": squadroni permanentemente in servizio, armati e stipendiati dallo stesso Re di Francia. Le prime Compagnie d'Ordinanza risalivano alla metà del XV, avevano combattuto e vinto a Formigny, Castillon, Saint-Aubin-du-Cormier, Montlhéry, Seminara, Fornovo, Novara, Agnadello. Gli spagnoli li avevano sconfitti nelle Puglie tre volte, ma mai in uno scontro campale, in campo aperto.
Il contributo estense era scarso nei numeri, ma fondamentale nel salto qualitativo che permetteva all'armata francese. Alfonso d'Este aveva rapidamente inteso l'importanza delle artiglierie, i cannoni prodotti nei suoi stabilimenti ferraresi erano decisamente più efficaci di ogni altra artiglieria prodotta in Italia. Avevano già dato ottima prova della loro efficacia distruttiva a Polesella e all'assedio di Legnano, che fu bombardata per otto giorni consecutivi. A Ravenna il duca di Ferrara schierò otto cannoni grossi (lunghi circa 4 m che potevano sparare palle di 14 kg), quattro cannoni sacri (lunghi circa 3 metri con una gittata di 600-700 m), sei colubrine e dodici falconetti.

### I preparativi

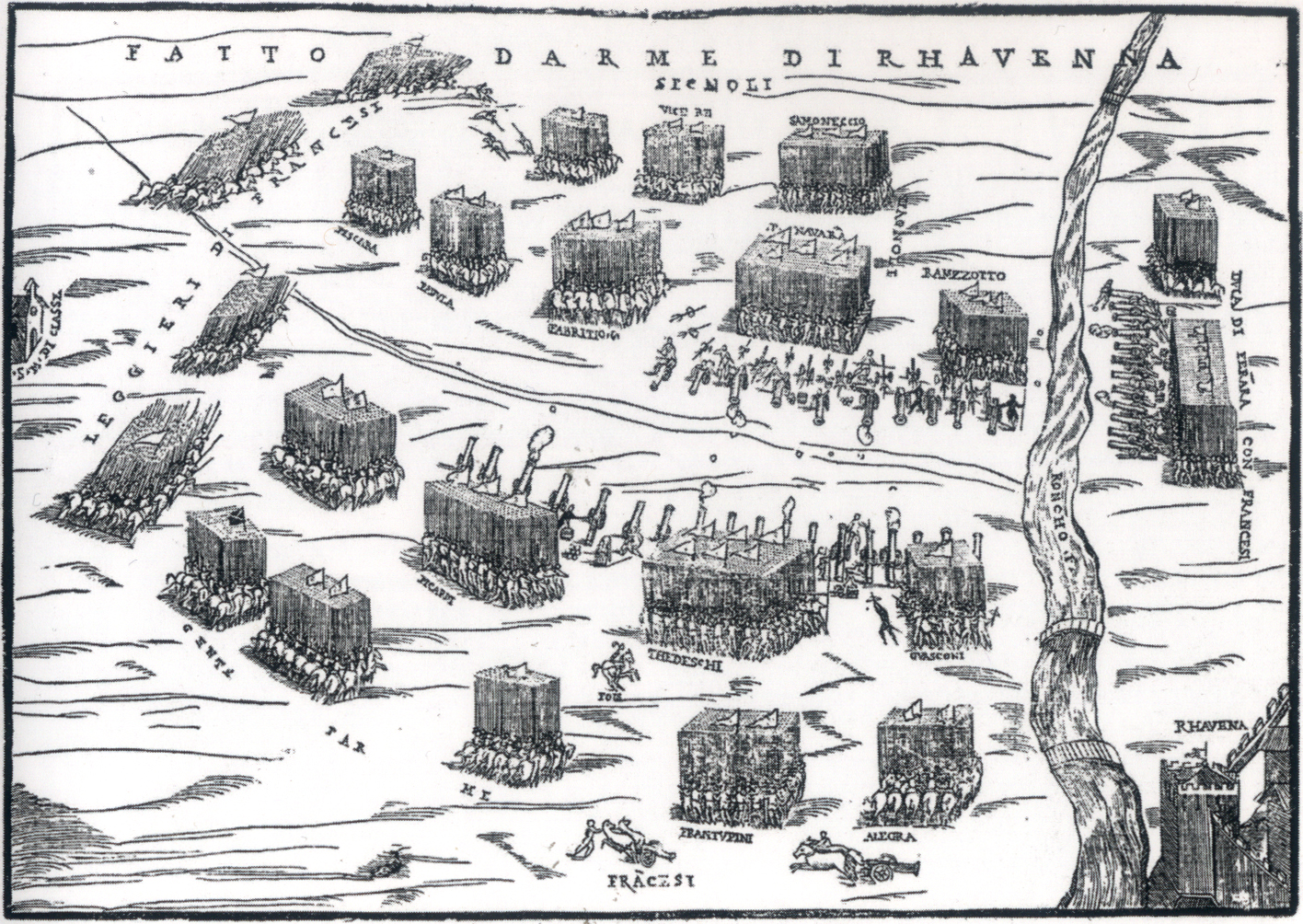
Disposizione dei due eserciti nella prima fase della battaglia

Le artiglierie di Alfonso I d'Este iniziarono il bombardamento di Ravenna venerdì 9 aprile. I cannoni però non sortirono l'effetto sperato, le mura ressero piuttosto bene e l'unica breccia aperta non misurava più di trenta braccia. Marcantonio Colonna si adoperò immediatamente ed ordinò che fosse eretto un terrapieno a tamponare la breccia. L'assalto francese non riuscì definitivo, Gaston de Foix decise allora di risparmiare le truppe per la battaglia campale ormai prossima. L'esercito ispano-pontificio aveva fatto campo tre miglia fuori Ravenna, in località Molinaccio e cominciò le operazioni di fortificazione. Gaston de Foix radunò i propri comandanti e nel consiglio che ne seguì fu stabilito di dar battaglia quanto prima poiché sarebbe stato impossibile perseverare nell'assedio con l'esercito nemico alle spalle; venne dato l'ordine di costruire un ponte di barche sul fiume Ronco al fine di far passare agilmente la cavalleria e l'artiglieria estense. Nei sopralluoghi che impegnarono i francesi nelle prime ore del mattino di domenica 11 aprile Gaston de Foix, secondo quanto riportato da Michelet, incontrò alcuni generali spagnoli e disse loro: «Signori, io mi appresto ad attraversare il fiume e giuro su Dio che non riattraverserò finché il campo sarà vostro, o mio».
Date le disposizioni ai vari ufficiali, il generale francese parlò al suo esercito come riportato dal Guicciardini:
(Francesco Guicciardini, Storia d'Italia, ed. Garzanti, 2006. Tomo II, pp. 1124-1126)
Infiammati così gli animi dell'armata Gaston de Foix scelse trenta cavalieri e si portò nei pressi dell'accampamento pontificio e sfidò il Cardona a battersi in duello al fine di risolvere la questione. Sfida che fu puntualmente rifiutata, fatta più per gusto cavalleresco che altro poiché era impensabile che la battaglia si risolvesse in un singolo duello.
Quel giorno il giovane generale avrebbe combattuto senza elmo e con il braccio destro scoperto fino al gomito, per voto alla sua dama.
L'esercito francese avanzò compatto fino a duecento metri del fossato nemico. Le artiglierie iniziarono a tuonare.

### Il cannoneggiamento
Alfonso d'Este possedeva sia un parco artiglierie invidiabile, sia un'approfondita conoscenza dei cannoni e del loro potenziale, così constatando che il bombardamento non dava i risultati sperati poiché il grosso delle scariche finiva contro i carri falcati ideati dal Navarro, distruggendone la linea difensiva ma esaurendosi prima di penetrare nell'accampamento nemico, decise di spostare una parte delle artiglierie sul lato del Ronco. La manovra fu eseguita senza che gli spagnoli se ne potessero accorgere perché le linee di picchieri nascosero i movimenti. Il tiro incrociato risultò fatale. Le artiglierie battevano il campo ispano-pontificio sia di fronte che di lato. Le fanterie non potendosi spostare si sdraiarono a terra, scoprendo così i reparti di cavalleria che furono falciati dalle scariche dei cannoni. In moltissimi morirono, gli ufficiali supplicarono più volte che venisse ordinata la carica, ma i comandi spagnoli gli intimarono di attendere e ancora le scariche schiantavano uomini e cavalli.

### L'attacco
Il cannoneggiamento sulla cavalleria divenne insostenibile. In troppi cadevano mentre l'esercito francese avanzava schivando agilmente le cannonate spagnole. Fabrizio Colonna, capitano della cavalleria, chiese ancora che l'ordine della carica fosse dato e all'ennesimo rifiuto del Navarro si rivolse ai suoi battaglioni:
(Francesco Guicciardini, Storia d'Italia, ed. Garzanti, 2006, Tomo II p. 1128)
 e detto ciò, contravvenne alle disposizioni dei comandi spagnoli ordinando la carica. I battaglioni però uscirono dal campo in modo disordinato, seguiti da tutta la cavalleria, il Navarro allora non poté che ordinare ai suoi fanti di avanzare.
I gendarmi francesi caricarono immediatamente, il cozzo che seguì allo scontro delle due cavalleria fu tremendo. La cavalleria francese, nettamente superiore a quella avversaria, travolse e ruppe i battaglioni ispano-pontifici.

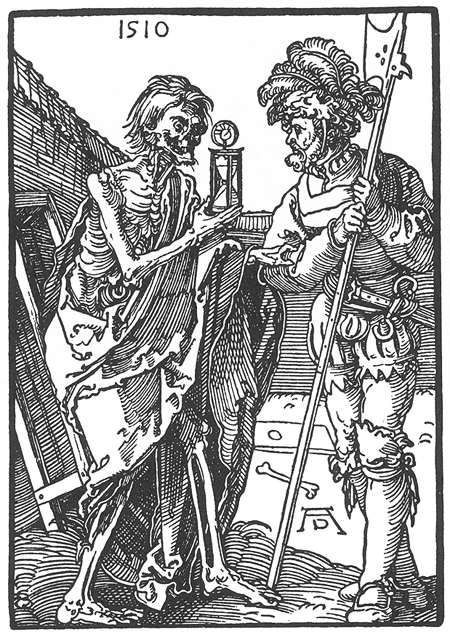
Albrecht Dürer, La morte e il lanzichenecco (1510).

Anche le fanterie entravano nel frattempo nello scontro. Il terreno pianeggiante e privo di ostacoli scopriva integralmente i reparti che non avevano modo di ripararsi. I lanzichenecchi si abbatterono sui quadrati spagnoli, la lotta che ne seguì fu sanguinosa ed incerta, l'ufficiale tedesco Jacob Empser cadde nel duello con la controparte spagnola, Cristobal de Zamudio. La fanteria spagnola, pur privata dell'apporto di cavalleria e artiglieria resisteva ferocemente agli assalti dei francesi, le picche respingevano i cavalli e gli archibugieri sparavano sui cavalieri. I quadrati tedeschi, più corazzati e meno agili, soffrivano della scarsa mobilità, gli spagnoli s'insinuavano strisciando tra le fitte file dei picchieri e lì con pugnali e daghe mietevano strage di lanzichenecchi. I fanti guasconi urtarono contro quegli italiani che riuscirono a ributtarli indietro soffocandone lo slancio, sarebbero stati sicuramente battuti se non fosse intervenuto uno squadrone di gendarmi capitanato da Yves d'Alegre, che scombinò i quadrati italiani; nella carica il capitano francese vide il figlio Viverois cadere morto e non sopportando tale sciagura si gettò furioso contro gli italiani, uccidendone in gran numero prima di morire anche lui. I quadrati piccardi invece arretravano sotto l'urto degli spagnoli. Intanto la cavalleria della Lega Santa veniva completamente distrutta, furono catturati Fernando d'Avalos, comandante dei cavalleggeri, il cavaliere Giovanni Capoccio, Romanello da Forlì, Fanfulla da Lodi e pure Fabrizio Colonna, il quale si arrese al Duca di Ferrara con la promessa che questi non l'avrebbe ceduto ai francesi.
Durante la mischia Alfonso d'Este venne avvertito dai suoi uomini che le sue artiglierie stavano colpendo indistintamente sia gli spagnoli che i francesi, il marchese di Ferrara rispose che si facesse fuoco senza paura di sbagliare, poiché considerava tutti suoi nemici. Tuttavia tale evento è riportato solo da Paolo Giovio.
Dell'esercito della Lega Santa rimanevano ben pochi reggimenti, ma le fanterie spagnole continuavano a resistere tenaci, battuti i lanzichenecchi, si portarono in soccorso dei fanti italiani, a questo punto però dovettero subire le cariche della cavalleria francese e le scariche dell'artiglieria estense prive di ogni copertura. Non potendo più reggere la moltitudine di nemici che ormai lo circondava il contingente spagnolo iniziò a indietreggiare, finché l'ennesima carica sfondò i quadrati e i fanti si diedero alla fuga. Nel frattempo erano stati catturati lo stesso Navarro e il Cardinale Giovanni dei Medici, futuro papa. L'armata delle Lega Santa era ormai rotta e battuta, solo un quadrato di tercios spagnoli si ritirava in ordine di marcia.
Dopo otto ore di scontri la battaglia poteva dirsi conclusa, la vittoria francese era definitiva.

### La morte di Gaston de Foix

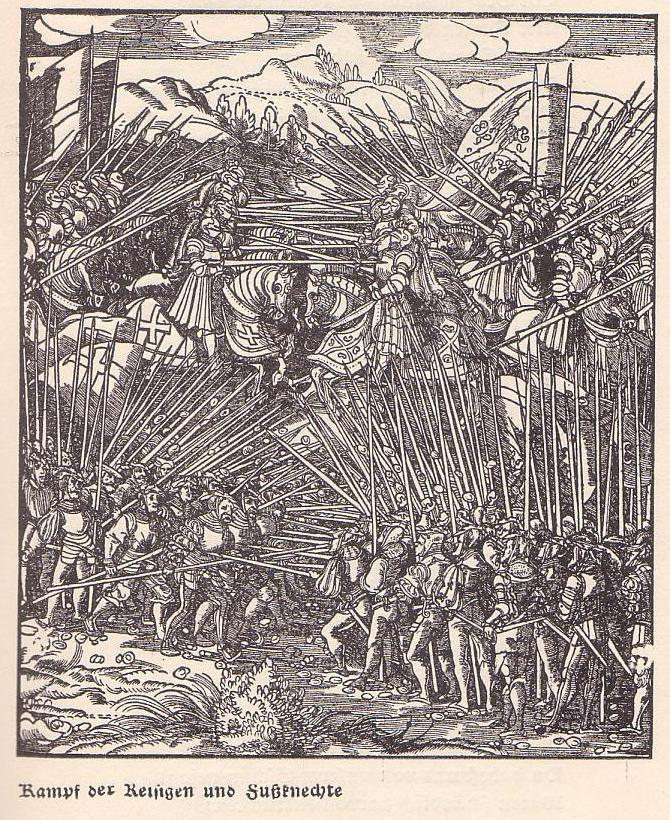
Incisione tedesca raffigurante una battaglia rinascimentale

Il quadrato spagnolo indietreggiava compatto, Gaston de Foix non poteva permettere che quel contingente, seppur battuto, si allontanasse dal campo di battaglia in perfetto ordine di marcia. Il generale francese allora si mise alla testa di un'ultima furiosa carica, dettata più dalla foga di annientare completamente l'armata nemica che non da ragioni tattiche. I cavalieri che lo seguirono erano pochi e partirono in ritardo. Gaston de Foix venne circondato dai fanti spagnoli, che lo disarcionarono colpendolo al fianco con una lancia (secondo altri invece il francese cadde di cavallo e gli spagnoli lo finirono che era a terra). In ogni caso il giovane generale fu colpito più volte, il corpo contava più di un centinaio di ferite, di cui quindici al viso. Accanto a lui restava il cugino Odet de Foix, che gli era andato dietro, colpito più di venti volte e gravemente ferito.
La morte del Foix, che in due mesi aveva acquistato fama di uomo d'arme eccezionale, comandante spietato e tattico raffinato, sconvolse i francesi che, giulivi per la grandiosa vittoria, si ritrovarono a piangere sul corpo del giovane comandante. La perdita di un generale di tale valore vanificava da sola la vittoria. Non a caso Guicciardini scrisse in proposito che: 
(Francesco Guicciardini, Storia d'Italia, ed. Garzanti, 2006, Tomo II, p. 1132)
Pierre Terrail, detto il Baiardo, amico di Gaston de Foix e cavaliere nella giornata di Ravenna, scrisse il 14 aprile allo zio Laurent Allemand, vescovo di Grenoble una lettera in cui si leggeva: 
(M. De Belloy, Gaston et Baiard 1771; citato in Sergio Spada, La battaglia di Ravenna, ed. Ponte Vecchio, 2011, p. 124-125)
Antonio Grumello nelle sue cronache commentò la battaglia di Ravenna e la morte di Gaston de Foix scrivendo: 
(Antonio Grumello, citato in: Sergio Spada, La battaglia di Ravenna, ed. Ponte Vecchio, 2011, p. 125)
Il Guicciardini, ancora nella sua Storia d'Italia scriverà:
(Francesco Guicciardini, Storia d'Italia, ed. Garzanti, 2006, Tomo II p. 1131)
Il generale francese, che era molto ben voluto dai suoi soldati, era un ottimo cavaliere e un comandante eccellente, giovane, di animo impetuoso e violento, irruente e spavaldo, incline alle razzie e ai saccheggi e per nulla pietoso nei confronti degli sconfitti.

### Conseguenze della battaglia

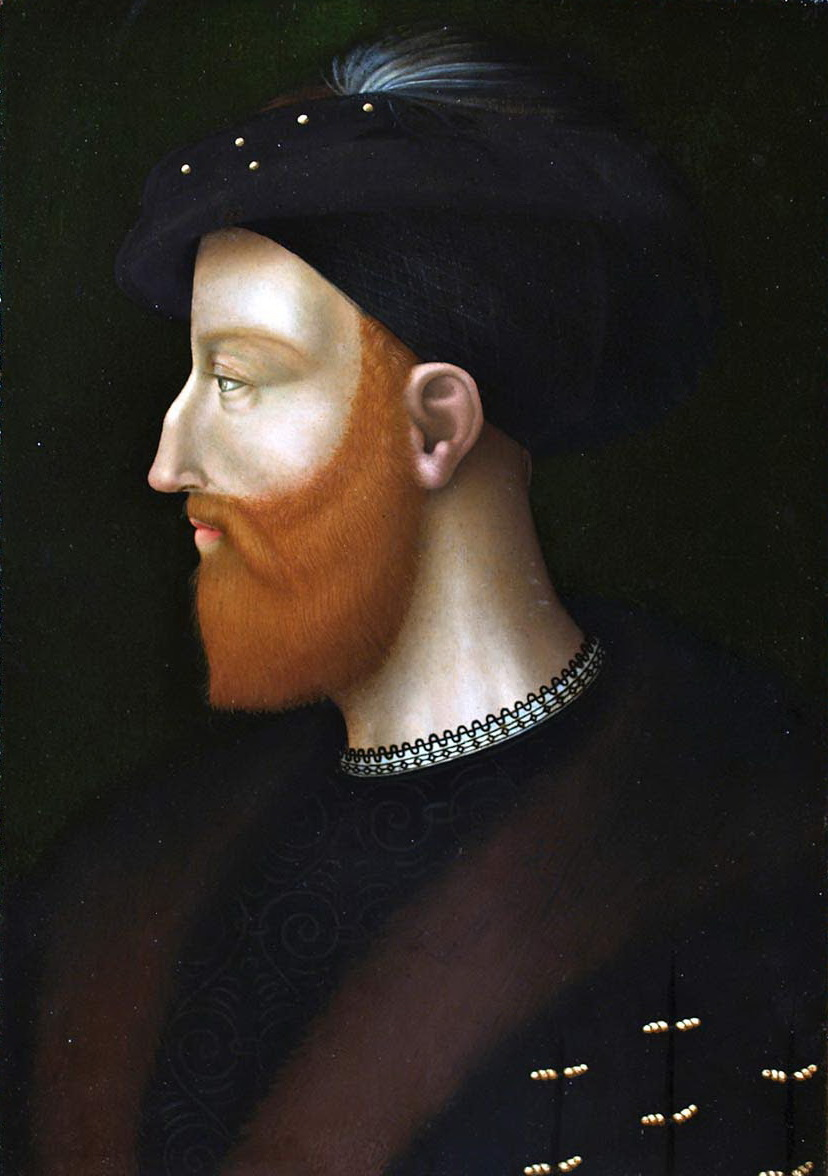
Fernando Francesco d'Avalos, Capitano dei cavalleggeri dell'esercito della Lega Santa.

La battaglia di Ravenna inaugurò un'era nuova nel modo di guerreggiare, per la prima volta si era ricorsi al massiccio utilizzo di artiglierie da campo. Fino a quel momento l'arte della guerra espressa dai condottieri italiani si basava sulla difesa, sull'opportunità di disporre di un campo ben fortificato che permettesse di assorbire l'urto nemico per poi passare repentinamente al contrattacco. Tale tattica aveva portato più volte a risultati incredibili, come fu per la schiacciante vittoria di Cerignola, quando dietro consiglio di Prospero Colonna, Consalvo de Cordoba schierò i suoi uomini, inferiori di numero, dietro un fosso e il relativo terrapieno. L'utilizzo dei cannoni sconvolse questa teoria e soprattutto ribaltò i rapporti etici che stavano alla base della cavalleria. Il cannone schiantava indistintamente cavalieri e fanti, nobili e popolani. Da questa data il ricorso alle artiglieria sarebbe stato sempre più frequente, non a caso il vero vincitore delle giornata fu Alfonso d'Este che diede prova inequivocabile del valore bellico delle sue artiglierie. Un altro fattore strettamente legato all'utilizzo dei cannoni è il numero dei morti che a Ravenna fu altissimo se paragonato con le battaglie precedenti, le stime contano più di quindicimila morti totali, fino a conteggi che raggiungono perfino i ventimila. Caddero i due terzi dell'armata ispano-pontificia che si poté considerare annientata; un terzo dei francesi rimase sul campo.
Raimondo de Cardona e Francisco de Carvajal fuggirono prima che la battaglia finisse. I capitani e gli ufficiali Fabrizio Colonna, il Marchese di Pescara, Malatesta Baglioni, Pietro Navarro, Giovanni Capoccio, Romanello da Forlì, Antonio de Leyva, Giovanni Francesco Acquaviva d'Aragona e molti altri furono presi prigionieri; tra quelli che morirono sul campo vi furono Cristoforo di Zamudio (alcalde di Burgos e capitano degli arcieri) e Raffaelle Pazzi.
Da parte francese caddero Yves d'Alegre, Gran Capitano di Francia, e il figlio Viverois; Jacopo d'Empser, connestabile dei lanzichenecchi; Alleman de Mollard comandante dei guasconi, oltre naturalmente a Gaston de Foix.
Jacques de La Palice, Odet de Foix, Federico Gonzaga da Bozzolo furono feriti.
Della violenza inusuale e della grandiosità della battaglia parla sempre il Guicciardini nella sua Storia d'Italia:
(Francesco Guicciardini, Storia d'Italia, ed. Garzanti, 2006, Tomo II, pp. 1128-1129)

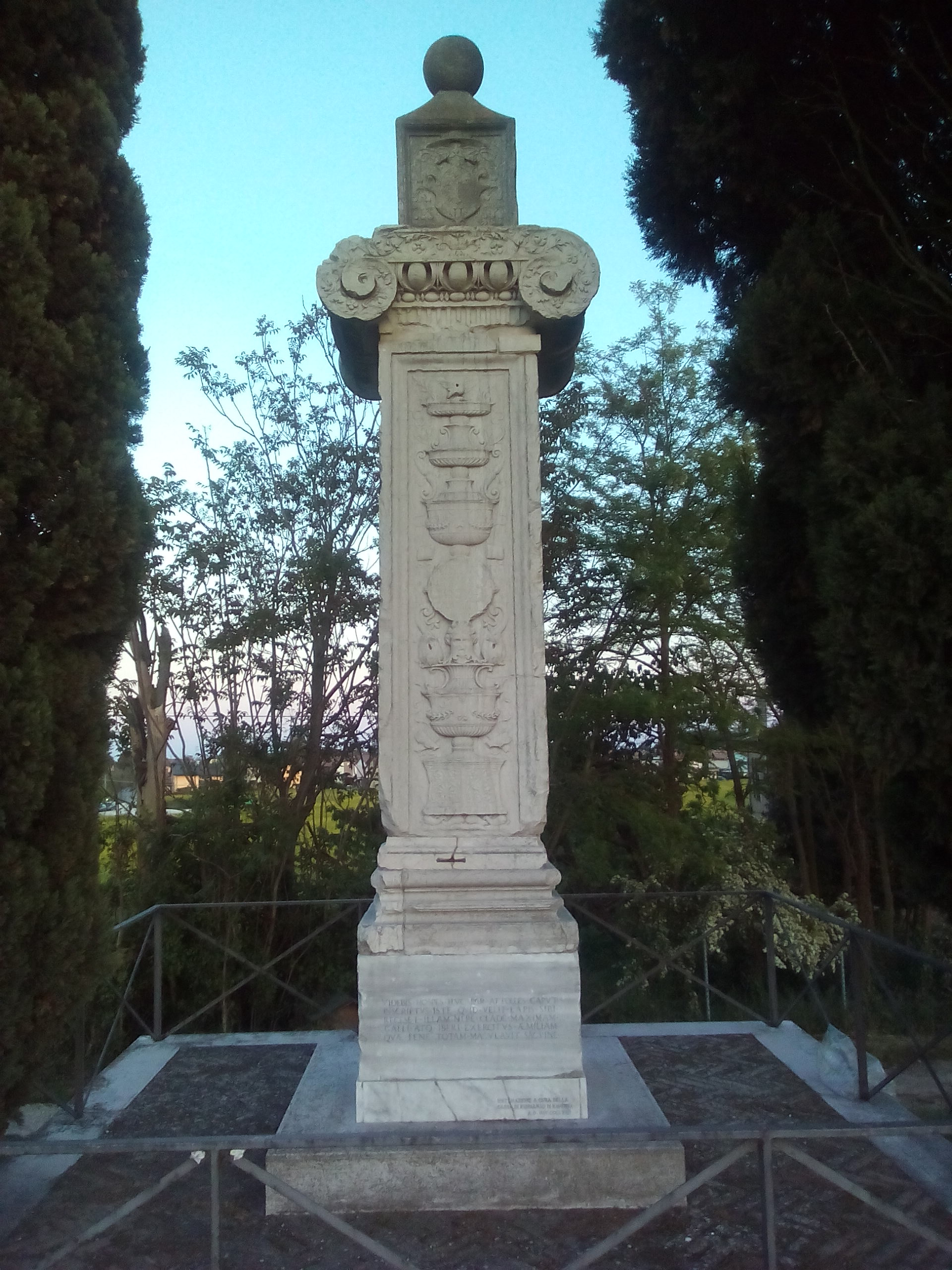
«Colonna dei francesi», eretta nel 1557 nei pressi della battaglia per commemorare l'avvenimento (autore ignoto di scuola lombarda). Dal 1972 si trova sull'argine del fiume Ronco.

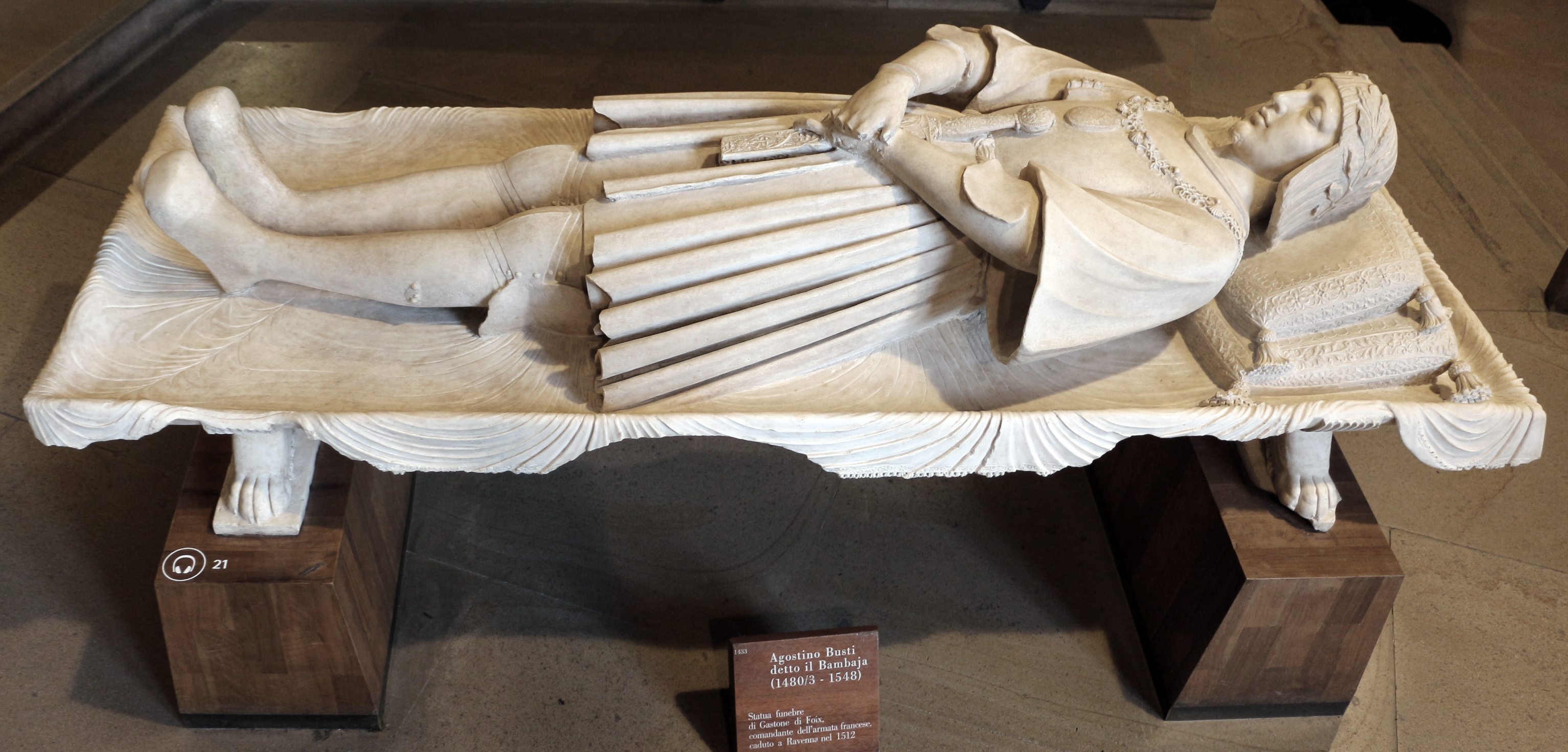
Monumento funebre a Gaston de Foix di Agostino Busti detto il Bambaja (Castello Sforzesco, Milano).

Alla notizia della vittoria francese la città di Ravenna si vide spoglia di ogni difesa e decise di trattare la resa, nonostante gli ammonimenti di Marcantonio Colonna. I primi ad entrare nella città furono i guasconi che vi penetrarono con la scusa di dover far acquisti per il campo. I ravennati, rassicurati dall'accordo, non si opposero. Nel giro di qualche ora entrava in Ravenna una fiumana di fanti e cavalieri, ancora accaldati e nervosi per la battaglia, urlante i nomi di Gaston de Foix e d'Yves d'Alegre. La città fu saccheggiata, come era stato promesso dal Foix prima dello scontro. I battaglioni sciamarono inarrestabili per le vie cittadine poiché gran parte dei loro capitani era morta e non c'era nessuno che ne tenesse a freno l'ingordigia. Furono depredate le chiese e le basiliche, rubati gli argenti, gli ori, e i paramenti sacri; gli abati e i monaci furono passati a fil di lama, le monache violentate; le case e le botteghe distrutte, alla fine si contarono più di duemila morti. Di quanto accadde da una chiara descrizione Sebastiano Menzocchi nelle sue Cronache:
(Sebastiano Menzocchi, Cronache, citato in: Sergio Spada, La battaglia di Ravenna, ed. Ponte Vecchio, 2011, p. 120-121)
La Palice assunse il comando dell'esercito francese, tuttavia le gravi perdite sofferte nella battaglia non permisero al generale di proseguire l'avanzata verso Roma, inoltre Giulio II aveva sollecitato il cardinale Schiner a muovere in Lombardia alla testa di diciassettemila uomini. Gli svizzeri trovarono la regione totalmente sguarnita e poterono agilmente occupare le roccaforti francesi spingendosi fino ai territori piemontesi. L'esercito francese fu richiamato al nord, ma ormai il suo potenziale bellico era stato duramente intaccato. Entro la fine del giugno dell'anno 1512 gli svizzeri cancellarono la presenza francese in Lombardia.
Il feretro di Gaston de Foix fu portato a Milano, passando per Bologna. Lo seguiva un corteo di cento cavalieri francesi vestiti di nero, altri cavalieri seguivano portando gli stendardi conquistati al nemico. Il corpo fu sepolto nel Duomo di Milano. Nel 1515 il Bambaja iniziò i lavori per la monumentale tomba del generale che mai terminò. Il coperchio del monumento funebre che riproduce i tratti del giovane è conservato nel Castello Sforzesco di Milano.
Anche se morto prematuramente, gli storici e i memorialisti a lui contemporanei, come quelli successivi, concordano nel considerare Gaston de Foix come uno dei più grandi uomini di guerra di sempre.